# Prionacris erosa
Prionacris erosa är en insektsart som beskrevs av Rehn, J.A.G. 1907. Prionacris erosa ingår i släktet Prionacris och familjen Romaleidae. Inga underarter finns listade i Catalogue of Life.